# Resolución ES-10/L.22 de la Asamblea General de las Naciones Unidas
La Resolución ES‑10/L.22 de la Asamblea General de las Naciones Unidas es una resolución de sesión de emergencia declarando el estatus de Jerusalén como capital de Israel como "nulo y sin valor". La resolución fue adoptada por la 37.ª reunión plenaria de la décima sesión especial de emergencia de la Asamblea General de las Naciones Unidas durante el 72.º período de sesiones de la Asamblea General el 21 de diciembre de 2017. El proyecto de resolución fue redactado por Yemen y Turquía. Aunque fuertemente impugnado por los Estados Unidos, fue aprobada por 128 votos a favor, 9 votos en contra, 35 abstenciones y 21 ausentes.

## Antecedentes
El 6 de diciembre de 2017, el presidente estadounidense Donald Trump dijo que reconocería el estatus de Jerusalén como capital de Israel en una ruptura con normas internacionales donde ningún país reconocía a Jerusalén como capital nacional ni tenía una embajada en la ciudad. La medida provocó protestas en muchas partes del mundo.
Tras el fracaso de una resolución del Consejo de Seguridad de las Naciones Unidas tres días antes, tras un veto de Estados Unidos, para evitar el reconocimiento por los países de Jerusalén como una capital nacional, el embajador palestino ante la ONU Riad Mansour dijo que la Asamblea General votaría sobre un proyecto de resolución pidiendo que la declaración de Trump fuera retirada. Buscó invocar la resolución 377, conocida como la resolución "Unión por la paz", para eludir un veto. La resolución establece que la Asamblea General puede llamar a una sesión especial de emergencia para considerar un asunto "a fin de hacer recomendaciones apropiadas a los miembros para medidas colectivas" si el Consejo de seguridad no actúa.
El 20 de diciembre, del presidente de Estados Unidos Donald Trump amenazó con cortar la ayuda norteamericana a países que votaran a favor de la resolución. el día antes de la votación, dijo: "Todas estas naciones que se llevan nuestro dinero, toman cientos de millones de dólares y miles de millones de dólares y luego votan en nuestra contra”. “El pueblo americano está cansado de que nuestro país se deje aprovechar por otros y eso ya no va a ocurrir”, añadió. La embajadora estadounidense ante la ONU, Nikki Haley, advirtió que su país recordaría y "tomarían nombres" de cada país que votó a favor de la resolución. Los gobiernos de Turquía e Irán denunciaron las amenazas de Estados Unidos como "antidemocráticas" y "chantaje". El presidente turco Recep Tayyip Erdoğan advirtió a Trump que "él no puede comprar la voluntad democrática de Turquía con mezquinos dólares" y que "la oposición de otros países le enseñará a Estados Unidos una buena lección".
El primer ministro de Israel Benjamin Netanyahu declaró que Israel rechazó esta votación llamando a la ONU "casa de mentiras".

## Debate
En la introducción de la resolución, el embajador de Yemen dijo que la decisión de Estados Unidos fue una "flagrante violación de los derechos del pueblo palestino, así como los de todos los cristianos y los musulmanes". Hizo hincapié en que lo que consideró una "peligrosa violación de la carta de las Naciones Unidas y una amenaza a la paz internacional y seguridad, al tiempo que socava las posibilidades de una solución de 2 estados y aviva los fuegos de la violencia y extremismo."
El ministro de asuntos exteriores de Turquía Mevlut Cavusoglu dijo que la decisión de Trump fue un escandaloso asalto a todos los valores universales. "Los palestinos tienen el derecho a su propio estado basado en las fronteras de 1967 con Jerusalén oriental como su capital. Este es el parámetro principal y única esperanza para una paz justa y duradera en la región. Sin embargo, la reciente decisión de un estado miembro de las Naciones Unidas a reconocer a Jerusalén, o Al-Quds, como capital de Israel, viola el derecho internacional, incluidas todas las resoluciones relevantes de la ONU".
La Asamblea escuchó al ministro de relaciones exteriores palestino Riyad al-Maliki, quien dijo que la reunión fue "no debido a cualquier animosidad a los Estados Unidos de América" pero en cambio la sesión fue "llamada a hacer la voz de la gran mayoría de la comunidad internacional — y la de personas de todo el mundo — oída sobre la cuestión de Jerusalén/Al‑Quds Al‑Sharif". Él calificó la decisión de Estados Unidos de reconocer Jerusalén como capital de Israel y mover su embajada allí como "una agresiva y peligrosa jugada" que podría inflamar las tensiones y conducir a una guerra religiosa que "no tiene fronteras." Añadió que aunque la decisión no tendría ningún impacto sobre el estado de la ciudad, podría comprometer el papel de los Estados Unidos en el proceso de paz de Medio Oriente. Él instó a los Estados miembros a rechazar el "chantaje e intimidación".
La embajadora estadounidense Nikki Haley dijo que su país fue "señalado para el ataque" debido a su reconocimiento de Jerusalén como capital de Israel. Agregó que: "Los Estados Unidos recordarán este día el cual fue señalado para el ataque en la Asamblea General para el acto de ejercer nuestro derecho como nación soberana". Además, Haley dijo: "Recordaremos esto cuando estemos llamados a hacer una vez más la contribución más grande ante las Naciones Unidas y así muchos países vienen a nosotros, como tan a menudo, para pagar más y usar nuestra influencia para su beneficio". Haley agregó que: "Estados Unidos pondrá su embajada en Jerusalén. Eso es lo que el pueblo estadounidense quiere hacer, y es lo correcto. Ningún voto en las Naciones Unidas hará ninguna diferencia en eso... este voto hará la diferencia en cómo los estadounidenses ven a las Naciones Unidas".
El embajador israelí Danny Danon dijo a la Asamblea que "Ninguna resolución de la Asamblea General nos sacará de Jerusalén".

## Contenido
La resolución, recalcando que el estatus final de Jerusalén debe ser resuelto mediante negociaciones acordes con resoluciones relevantes de la ONU y expresando pesar por decisiones recientes en relación con el estatus de Jerusalén, deja claro que toda decisión que modifique el estatus de Jerusalén carece de valor jurídico y debe revocarse, pidiendo que ningún país establezca misiones diplomáticas en Jerusalén, de conformidad con la Resolución 478 del Consejo de Seguridad.
Así mismo, la resolución reitera el llamado a intensificar los esfuerzos que conduzcan a una solución bi-estatal y a una paz estable y duradera en la región, sobre la base de las resoluciones pertinentes de la ONU y las iniciativas de paz relacionadas.

## Votación

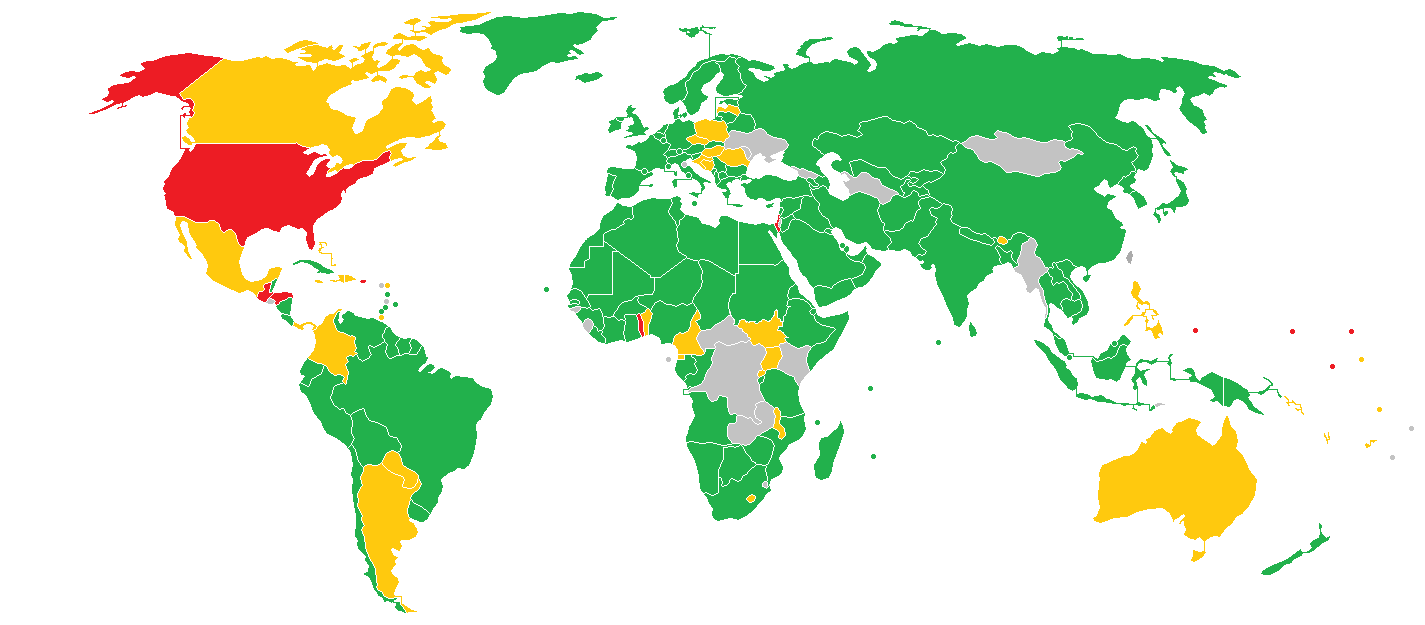
Resultado de la votación
A favor
En contra
Abstención
Ausente

A favor (128): Afganistán, Albania, Alemania, Arabia Saudita, Argelia, Andorra, Angola, Armenia, Austria, Azerbaiyán, Baréin, Bangladés, Barbados, Bielorrusia, Bélgica, Belice, Bolivia, Botsuana, Brasil, Brunéi, Bulgaria, Burkina Faso, Burundi, Cabo Verde, Camboya, Chad, Chile, China, Comoras, República del Congo, Costa de Marfil, Costa Rica, Cuba, Chipre, Corea del Norte, Corea del Sur, Dinamarca, Yibuti, Dominica, Ecuador, Egipto, Emiratos Árabes Unidos, Eritrea, Eslovaquia, Eslovenia, España, Estonia, Etiopía, Finlandia, Francia, Gabón, Gambia, Ghana, Grecia, Granada, Guinea, Guyana, Islandia, India, Indonesia, Irán, Irak, Irlanda, Italia, Japón, Jordania, Kazajistán, Kuwait, Kirguistán, Laos, Líbano, Liberia, Libia, Liechtenstein, Lituania, Luxemburgo, Macedonia, Madagascar, Malasia, Maldivas, Malí, Malta, Marruecos, Mauritania, Mauricio, Mónaco, Montenegro, Mozambique, Namibia, Nepal, Nicaragua, Níger, Nigeria, Noruega, Nueva Zelanda, Omán, Países Bajos, Pakistán, Papúa Nueva Guinea, Perú, Portugal, Catar, Reino Unido, Rusia, San Vicente y las Granadinas, Senegal, Serbia, Seychelles, Singapur, Siria, Somalia, Sri Lanka, Sudáfrica, Sudán, Suecia, Suiza, Surinam, Tailandia, Tanzania, Tayikistán, Túnez, Turquía, Uruguay, Uzbekistán, Venezuela, Vietnam, Yemen, Zimbabue.
En contra (9): Estados Unidos, Guatemala, Honduras, Islas Marshall, Israel, Micronesia, Nauru, Palaos, Togo.
Abstenciones (35): Antigua y Barbuda, Argentina, Australia, Bahamas, Benín, Bhután, Bosnia y Herzegovina, Camerún, Canadá, Colombia, Croacia, Fiyi, Filipinas, Guinea Ecuatorial, Haití, Hungría, Islas Salomón, Jamaica, Kiribati, Lesoto, Letonia, Malawi, México, Panamá, Paraguay, Polonia, República Checa, República Dominicana, Rumania, Ruanda, Sudán del sur, Trinidad y Tobago, Tuvalu, Uganda, Vanuatu.
Ausentes (21): El Salvador, Georgia, Guinea-Bissau, Kenia, Moldavia, Mongolia, Myanmar, República Centroafricana, República Democrática del Congo, Samoa, San Cristóbal y Nieves, San Marino, Santa Lucía, Santo Tomé y Príncipe, Sierra Leona, Suazilandia, Timor Oriental, Tonga, Turkmenistán, Ucrania, Zambia.

## Reacciones
El primer ministro israelí Benjamin Netanyahu rechazó el resultado poco después de anunciado al considerarlo "absurdo", al mismo tiempo que agradeció a los países que apoyaron "la verdad" al no participar en el "teatro del absurdo". Agregó que: "Jerusalén es nuestra capital. Siempre lo fue, siempre lo será... Pero aprecio el hecho de que un número creciente de países se negaron a participar en este teatro del absurdo".
El ministro de defensa israelí Avigdor Lieberman, recordó a los israelíes el desdén israelí por este tipo de votos y agradeció a Estados Unidos, calificando a su gobierno como "el faro moral que brilla en la oscuridad". El Ministro de asuntos estratégicos y seguridad pública de Israel, Gilad Erdan, dijo: "la conexión histórica entre Israel y Jerusalén es más fuerte que cualquier voto en la ONU, naciones que están unidas solo por su miedo y su negativa a reconocer la simple verdad que Jerusalén es la capital de Israel y el pueblo judío".
Sin embargo, Ayman Odeh (vocero de la oposición israelí) consideró que la votación es una llamada de atención para Israel: "en el ámbito internacional, todavía existe una mayoría grande y definitiva que cree que el pueblo palestino, como todas las demás naciones, merece un lugar en este mundo y el derecho a la autodeterminación. El voto de esta noche por la mayoría de las naciones del mundo contra el anuncio de Trump, a pesar de las presiones y amenazas, vuela en la cara de la política diplomática de Trump y de Netanyahu y es una declaración clara de la comunidad internacional en apoyo de la paz y el derecho de los palestinos a un estado independiente, cuya capital es Jerusalén Oriental".
Para los palestinos, sin embargo, el resultado de la votación fue aclamado como una "victoria". "Continuaremos nuestros esfuerzos en las Naciones Unidas y en todos los foros internacionales para poner fin a esta ocupación y establecer nuestro Estado palestino con Jerusalén Este como su capital", afirmó el portavoz del presidente palestino Mahmud Abbás, Nabil Abu Rdainah.